# St. Egidien (Eisenach)

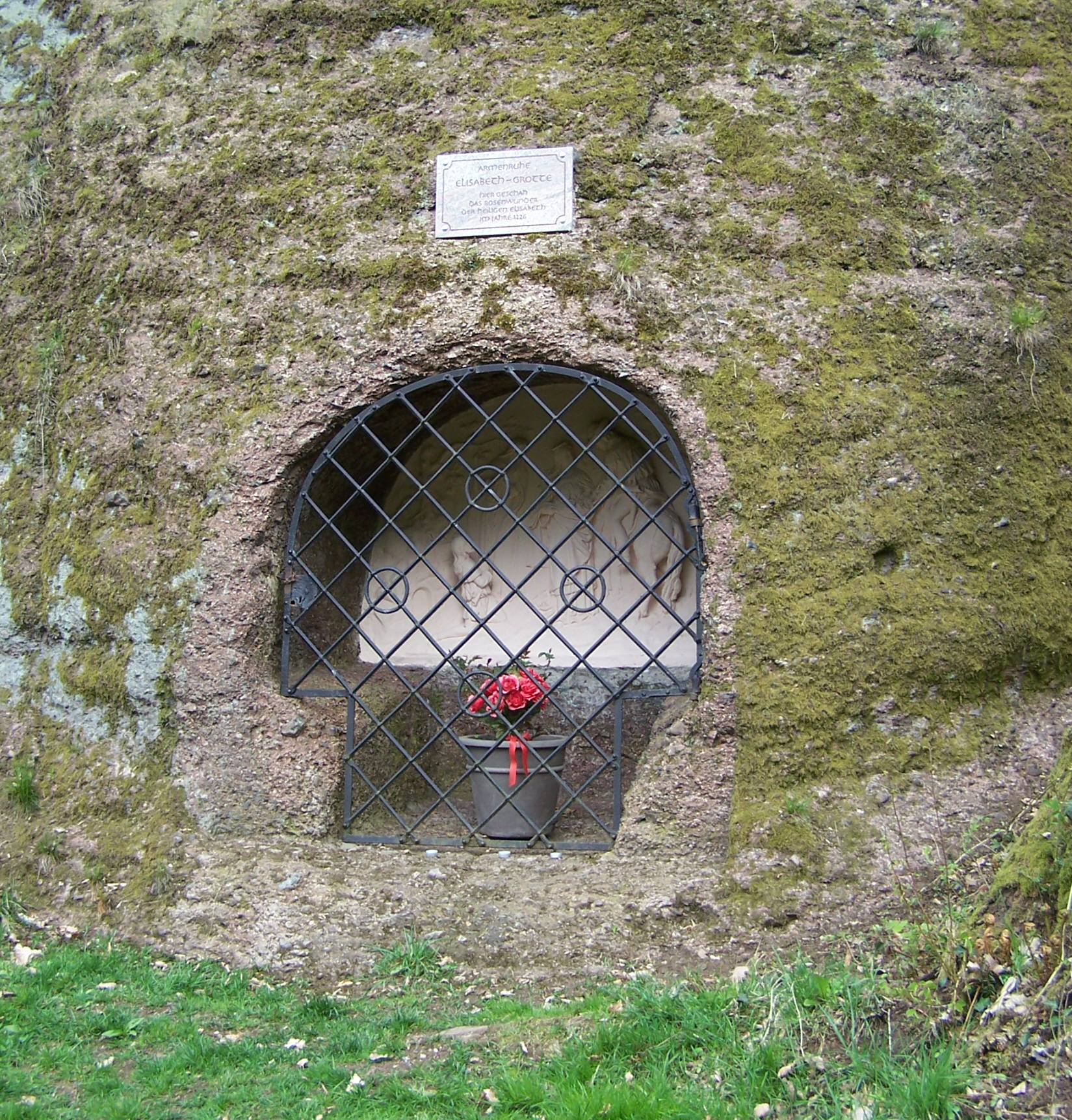
Standort der Armenruhe

Die als Egidien-Kapelle bezeichnete Mönchszelle befand sich oberhalb der heute als Ilgengrund bezeichneten Straße im Süden der Stadt Eisenach. Eine dort vorhandene und von Anwohnern als Bolzplatz genutzte Hangterrasse wird als der Standort dieses Bauwerkes angesehen.

## Geschichte
Der Eisenacher Heimatforscher Helmbold:
„Der heilige Aegidius, einer der 14 Nothhelfer, hieß auch St. Ilgen; ihm war hier eine kleine Kapelle, Zelle oder Klause geweiht, und so ist der Name des Grundes noch ein Andenken an die Aegidienklause, aber auch das einzige. Auch sonst ist über sie nur wenig bekannt. Sie bestand schon, als Landgraf Albrecht Thüringen übernahm; er nahm sie 1291 mit ihrem Besitz und Rechten noch einmal ausdrücklich in seinen Schutz. Nur einige wenige Brüder werden die Kapelle bedient haben. Sie waren bis 1329 dem Zisterzienserinnenkloster St.Katharinen untergeordnet; in diesem Jahre traten die Nonnen ihr Recht an den Abt von Pforta ab. 1421 bestand die Kapelle noch (Rothe: cluess sente Egiden). Mit der Reformation wird sie verschwunden sein. Die Zelle eines Bruders Gerhard im Hellthal (heiletal) wird urkundlich 1218 genannt.“
„Auch bei der Egidienkapelle unter der Eisenacher Burg, welche Landgraf Albert 1291 eine Cella nennt, befanden sich einige Cisterzienser, die der erwähnten Urkunde zufolge [Urk. im Geh. Arch. zu Weimar] hier regelmäßig Gottesdienst hielten und dem Katharinenkloster untergeordnet waren. Die Aebtissin mag dieses Verhältnis als unpassend erkannt haben und schenkte daher die Cella dem Abte von Pforta (1329) unter der Bedingung, bei eintretender Vakanz sofort zwei Bruder von Pforta hierher zu senden.“
Um 1500 wurde die Kapelle noch einmal im Zusammenhang mit der Begründung einer Wallfahrt genannt. Die heute in der St.-Alban-Kirche von Diedorf gezeigte spätgotische Monumentalplastik – Das Heilige Grab – soll ursprünglich aus der Eisenacher Egidienkapelle stammen (!) und in den Wirren des Bildersturmes heimlich aus Eisenach abtransportiert worden sein.